# 穴水城
穴水城（あなみずじょう）は、能登国鳳至郡穴水村川島、現在の石川県鳳珠郡穴水町川島にあった日本の城。現在は町の史跡に指定され、穴水城址公園として整備されている。

## 概要
長きに渡り守護大名畠山氏の重臣、長一族の居城であった。長氏の祖にあたる長谷部信連によって1186年（文治2年）に築城されたと伝えられている。
畠山家滅亡後、1577年（天正5年）に上杉謙信の手に渡り、越中国人で上杉麾下の長沢光国が入城した。1578年（天正6年）に謙信が急死すると、長連龍が織田信長の支援の下、奪還に成功した（菱脇の戦い）。1583年（天正11年）に廃城となった。

## 現状
城跡は公園となっており、桜が植えられている。また、長氏34代・長昭連の揮毫による穴水城趾の石碑が建てられている。三の丸跡から穴水港が遠望できる。

## 交通
- のと鉄道穴水駅より徒歩20分